# Nicotiana rustica
Nicotiana rustica, también llamada mapacho o picietl (en lengua náhuatl), es una planta fanerógama perteneciente a la familia de las solanáceas y pariente cercana del tabaco (Nicotiana tabacum).  

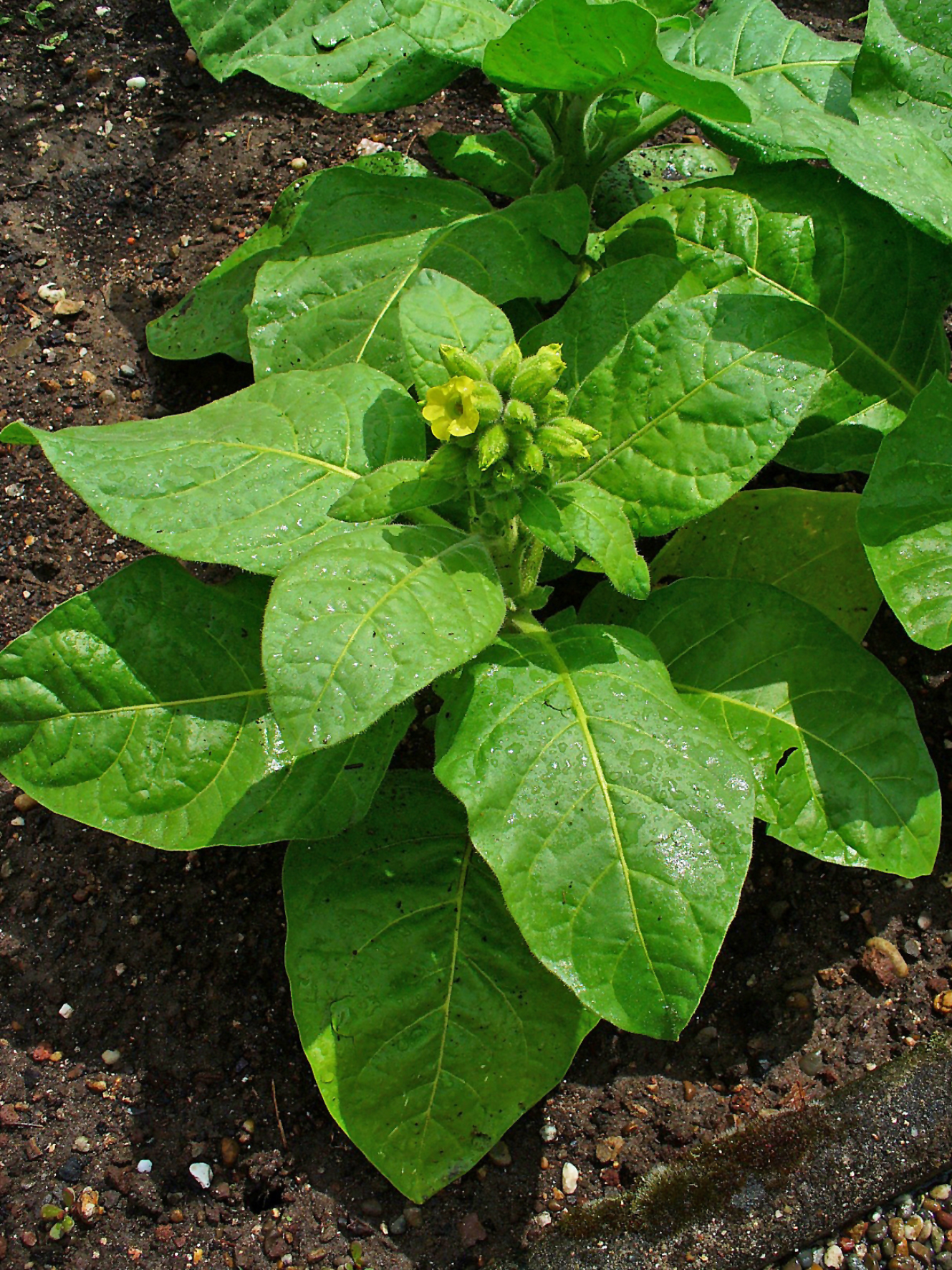
Vista de la planta

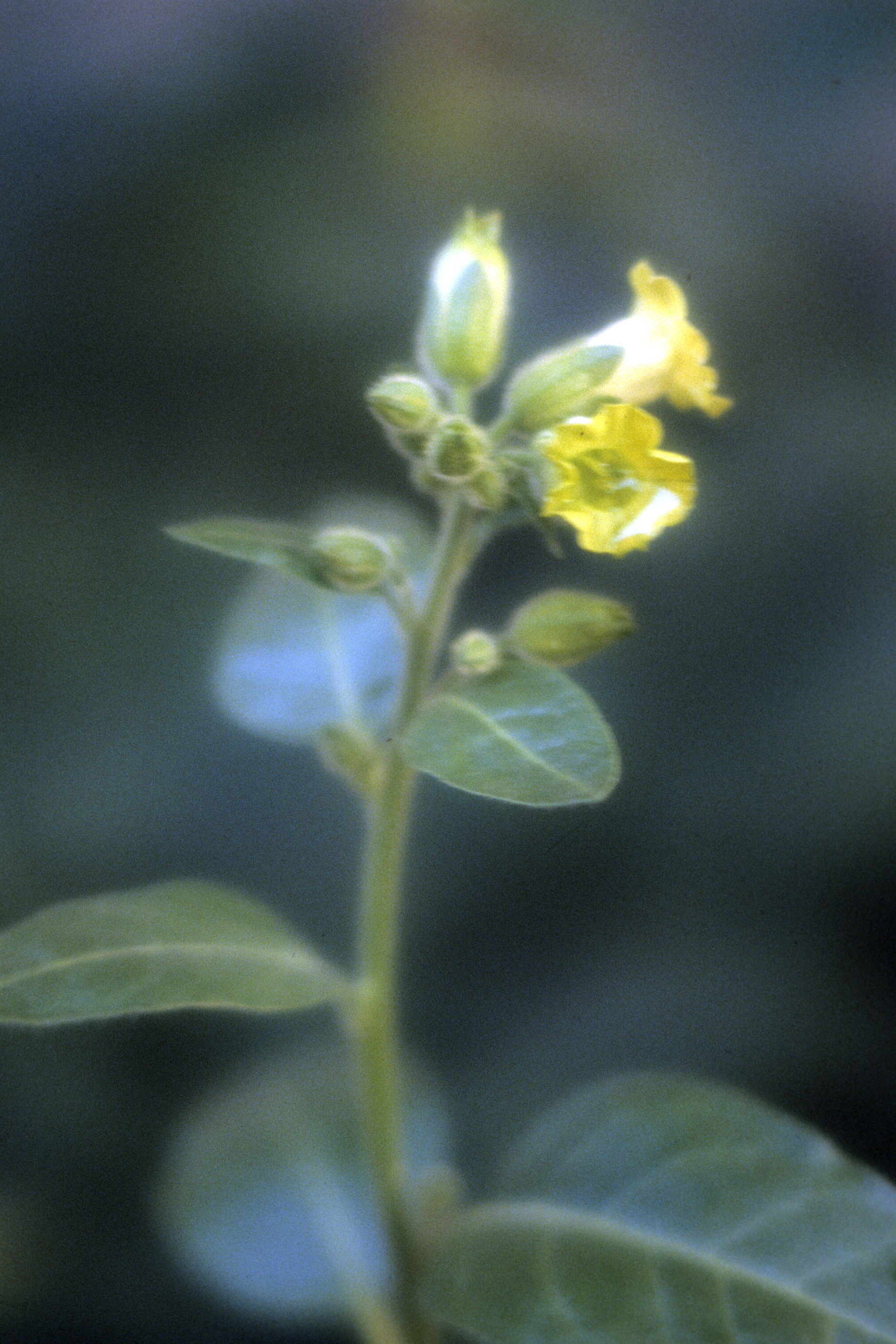
Flor

## Taxonomía
Nicotiana rustica fue descrita por Carlos Linneo y publicado en Species Plantarum 1: 180 en 1753.
Etimología
Nicotiana: nombre genérico que fue dedicado a Jean Nicot, (científico francés del siglo XVI) por Linneo en su Species Plantarum de 1753.  
rustica: epíteto latíno que significa "de los campos"
Sinonimia
- Nicotiana pavoni Dunal[3]

## Importancia económica y cultural

### Usos en la medicina tradicional
Nicotiana rustica es usada tradicionalmente en México como enteógeno, fumada.
En Perú, Nicotiana rustica es parte central del ritual de purga de tabaco y también es utilizada como cigarro en las ceremonias de ayahuasca.
En el sur y centro de Asia se utiliza para fabricar nasvay, una forma de tabaco que se consume introduciéndolo en la boca.